# فابيان سامبويزا
فابيان سامبويزا (بالإسبانية: Fabián Sambueza)‏ هو لاعب كرة قدم أرجنتيني في مركز الوسط، ولد في 1 أغسطس 1988 في نيوكوين في الأرجنتين. لعب مع أتلتيكو جونيور.

## وصلات خارجية
- فابيان سامبويزا على موقع قاعدة بيانات كرة القدم.إي يو (الإنجليزية)
- فابيان سامبويزا على موقع Soccerway.com (الإنجليزية)
- فابيان سامبويزا على موقع عالم كرة القدم.نت (الإنجليزية)
- فابيان سامبويزا على موقع AS.com (الإسبانية)